# Médaille Clarke

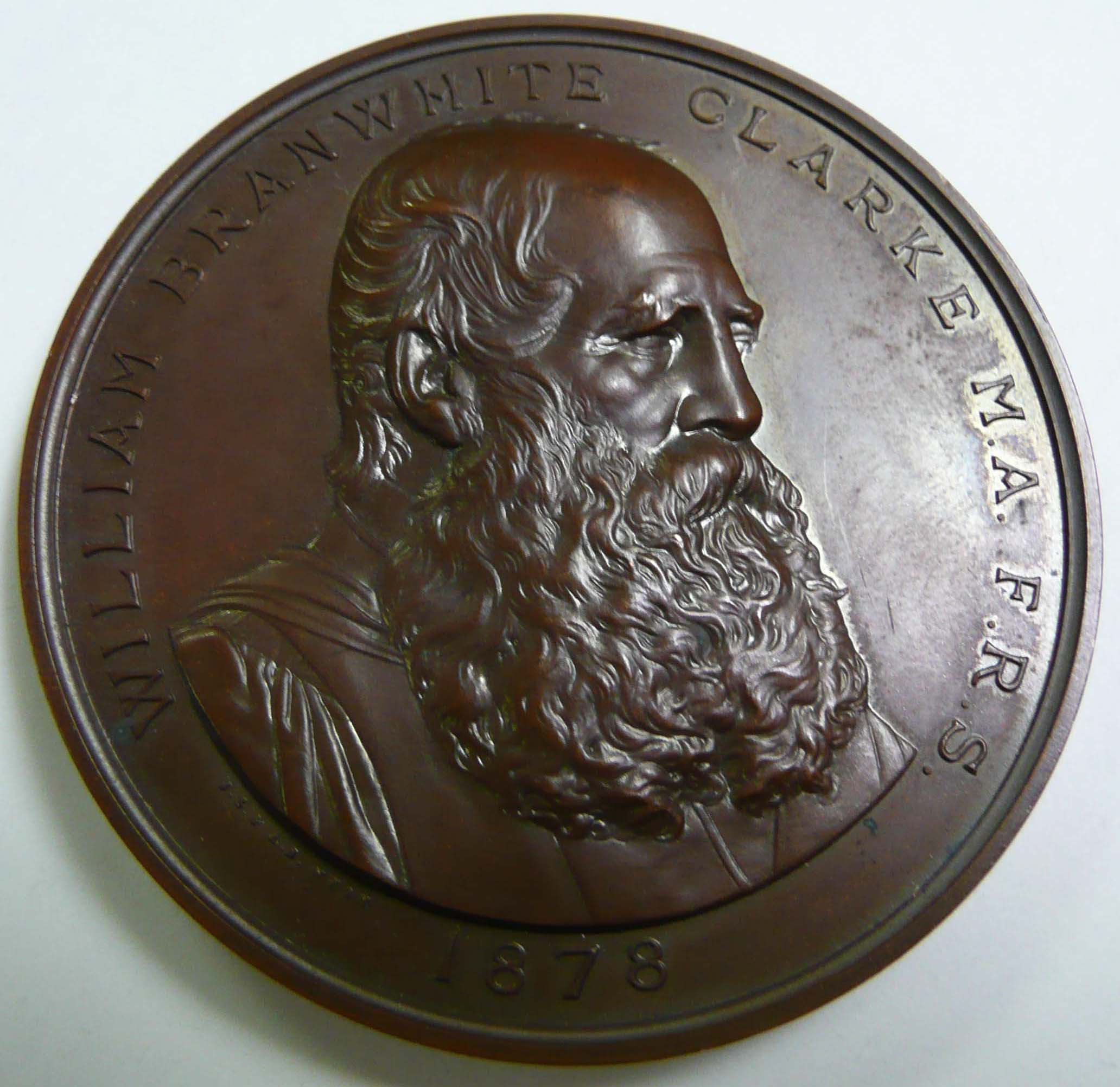
Revers de la médaille Clarke remise à Oscar Werner Tiegs

La médaille Clarke est attribuée par la Royal Society of New South Wales (Australie) pour récompenser un travail remarquable en sciences naturelles.
Elle a été ainsi nommée en hommage au révérend William Branwhite Clarke (1798-1878), l'un des fondateurs de la Société. La médaille récompense des contributions exceptionnelles en géologie, minéralogie et histoire naturelle de l'Australasie, elle est attribuée à des scientifiques d'Australasie ou d'ailleurs.

## Lauréats
- 1878 : Sir Richard Owen (1804-1892) (zoologie)
- 1879 : George Bentham (1800-1884) (botanique)
- 1880 : Thomas Henry Huxley (1825-1895) (paléontologie)
- 1881 : Frederick McCoy (1817 ou 1823-1899) (paléontologie)
- 1882 : James Dwight Dana (1813-1895) (géologie)
- 1883 : Ferdinand von Mueller (1825-1896) (botanique)
- 1884 : Alfred Richard Cecil Selwyn (1824-1902) (géologie)
- 1885 : Sir Joseph Dalton Hooker (1817-1911) (botanique)
- 1886 : Laurent-Guillaume de Koninck (1809-1887) (paléontologie)
- 1887 : Sir James Hector (1834-1907) (géologie)
- 1888 : Julian Tenison Woods (en) (1832-1889) (géologie)
- 1889 : Robert Lewis John Ellery (en) (1827-1908) (astronomie)
- 1890 :  George Bennett (1804-1893) (zoologie)
- 1891 : Frederick Wollaston Hutton (1836-1905) (géologie)
- 1892 : William Turner Thiselton-Dyer (1843-1928) (botanique)
- 1893 : Ralph Tate (en) (1840-1901) (botanique et géologie)
- 1895 : Robert Logan Jack (en) (1845-1921) (géologie) et Robert Etheridge (1847-1920) (paléontologie)
- 1896 : Augustus Charles Gregory (1819-1905) (exploration)
- 1900 : Sir John Murray (1841-1914) (Oceanography)
- 1901 : Edward John Eyre (1815-1901) (exploration)
- 1902 : Frederick Manson Bailey (1827-1915) (botanique)
- 1903 : Alfred William Howitt (1830-1908) (anthropologie et botanique)
- 1907 : Walter Howchin (en) (1845-1937) (géologie)
- 1909 : Walter Roth (en) (1861-1933) (Anthropology)
- 1912 : William Harper Twelvetrees (en) (géologie)
- 1914 : Arthur Smith Woodward (Paleontology)
- 1915 : William Aitcheson Haswell (zoologie)
- 1917 : Sir Tannatt William Edgeworth David (1858-1934) (zoologie)
- 1918 : Leonard Rodway (en) (1853-1936) (botanique)
- 1920 : Joseph Edmund Carne (en) (1855-1922) (géologie)
- 1921 : Joseph James Fletcher (en) (1850-1926) (biologie)
- 1922 : Richard Thomas Baker (en) (1854-1941) (botanique)
- 1923 : Walter Baldwin Spencer (1860-1929) (anthropologie)
- 1924 : Joseph Henry Maiden (1859-1925) (botanique)
- 1925 : Charles Hedley (1862-1929) (biologie)
- 1927 : Andrew Gibb Maitland (1864-1951) (géologie)
- 1928 : Ernest Clayton Andrews (en) (1870-1948) (géologie)
- 1929 : Ernest Willington Skeats (en) (1875-1953) géologie)
- 1930 : Leonard Keith Ward (en) (1879-1964) (géologie)
- 1931 : Robert John Tillyard (1881-1937) (Entomology)
- 1932 : Frederick Chapman (en) (1864-1943) (paléontologie)
- 1933 : Walter George Woolnough (en) (1876-1958) (géologie)
- 1934 : Edward Sydney Simpson (en) (1875-1939) (minéralogie)
- 1935 : G. W. Card (en) (géologie)
- 1936 : Douglas Mawson (1882-1958) (géologie)
- 1937 : John Thomas Jutson (en) (v. 1885-1959) (géologie)
- 1938 : Henry Caselli Richards (en) (1884-1947) (géologie)
- 1939 : Carl Süssmilch (en) (1875-1946) (géologie)
- 1941 : Frederic Wood Jones ((1879-1954) (zoologie)
- 1942 : William Rowan Browne (en) (1884-1975) (géologie)
- 1943 : Walter Lawry Waterhouse (en) (1887-1969) (botanique)
- 1944 : Wilfred Eade Agar (1882-1951) (zoologie)
- 1945 : William Noel Benson (en) (1885-1957) (géologie)
- 1946 : John McConnell Black (en) (1855-1951) (botanique)
- 1947 : Hubert Lyman Clark (1870-1947) (zoologie)
- 1948 : Arthur Bache Walkom (1889-1976) (palaéobotanique)
- 1949 : Herman Montague Rucker Rupp (en) (1872-1956) (botanique)
- 1950 : Ian Murray Mackerras (1898-1980) (zoologie)
- 1951 : Frank Leslie Stillwell (1883-1963) (géologie)
- 1952 : Joseph Garnett Wood (en) (1900-1959) (botanique)
- 1953 : Alexander John Nicholson (en) (1895-1969) (zoologie)
- 1954 : E. de C. Clarke (en) (géologie)
- 1955 : R. N. Robertson (en) (botanique)
- 1956 : Oscar Werner Tiegs (en) (1897-1956) (zoologie)
- 1957 : Irene Crespin (en) (1896-1980) (géologie)
- 1958 : Theodore George Bentley Osborn (en) (1887-1973) (botanique)
- 1959 : Tom Iredale (1880-1972) (zoologie)
- 1960 : A. B. Edwards (en) (géologie)
- 1961 : Charles Austin Gardner (1896-1970) (botanique)
- 1962 : Horace Waring (en) (1910-1980) (zoologie)
- 1963 : G. A. Joplin (en) (géologie)
- 1964 : Joyce Winifred Vickery (en) (1908-1979) (botanique)
- 1965 : Mabel Josephine Mackerras (en) (1896-1971) (zoologie)
- 1966 : Dorothy Hill (géologie)
- 1967 : S. Smith White (en) (botanique)
- 1968 : Herbert George Andrewartha (1907-1992) (zoologie)
- 1969 : Samuel Warren Carey (géologie)
- 1970 : Gilbert Percy Whitley (zoologie)
- 1971 : Nancy Tyson Burbidge (1912-1977) (botanique)
- 1972 : H. King (en) (géologie)
- 1973 : M. D. Hatch (en) (botanique)
- 1974 : C. H. Tyndale-Biscoe
- 1975 : J. N. Jennings (géographie)
- 1976 : Lilian R. Fraser
- 1977 : Alec Francis Trendall (en) (géologie)
- 1978 : D. T. Anderson (en)
- 1979 : Lawrence Alexander Sidney Johnson (1925-1997) (botanique)
- 1981 : W. Stephenson
- 1982 : N. C. W. Beadle (en)
- 1983 : K. A. W. Crook (en) (géologie)
- 1984 : Michael Archer (paléontologie)
- 1985 : H. B. S. Womersley
- 1986 : David J. Groves (géologie)
- 1987 : Anthony James Underwood (en)
- 1988 : Barry Garth Rolfe
- 1989 : John Roberts (géologie)
- 1990 : Barrie Gillen Molyneux Jamieson (zoologie)
- 1991 : Shirley Winifred Jeffrey (en) (biologie/botanique)
- 1992 : Alfred Edward Ringwood (1930-1993) (géologie)
- 1993 : Gordon C. Grigg (zoologie)
- 1994 : Joint award: Craig Anthony Atkins et Barbara Gillian Briggs (botanique)
- 1995 : Christopher McAuley Powell (géologie)
- 1996 : Klaus Rohde (en) (zoologie)
- 1997 : Charles Barry Osmond (botanique)
- 1998 : Richard Limon Stanton (géologie)
- 1999 : Richard Shine (en) (zoologie)
- 2000 : Sarah Elizabeth Smith (en) (agriculture)
- 2001 : Gordon H. Packham (géologie)
- 2002 : Robert Hill (botanique)
- 2003 : Lesley Joy Rogers (en) (zoologie)
- 2004 : Ian Plimer (géologie)
- 2005 : Mark Westoby (botanique)
- 2006 : Anthony Hulbert (zoologie)
- 2007 : Suzanne O'Reilly (en) (géologie)
- 2008 : Bradley Potts (botanique)
- 2009 : Winston F. Ponder (en) (botanique)
- 2010 : Kenton Campbell (botanique)
- 2011 : Byron Lamont (en) (botanique)
- 2012 : Marilyn Renfree (en) (botanique)
- 2013 : William Griffin (botanique)
- 2014 : Robert F. Park (botanique)[1]
- 2015 : Christopher Dickman (botanique)[2]
- 2016 : Simon P. Turner (botanique)
- 2017 : David Keith (botanique)
- 2018 : Emma Johnston (en) (botanique)
- 2019 : Dietmar Müller (en) (géologie)
- 2020 : Michelle Leishman (en) (botanique)
- 2021 : John Aitken (en) (zoologie)
- 2022 : Andrew Baker (géologie)
- 2023 : Moninya Roughan (en) (océanographie)